# Brunlori
Brunlori (Chalcopsitta duivenbodei) är en fågel i familjen östpapegojor inom ordningen papegojfåglar.

## Utbredning och systematik
Brunlorin förekommer på Nya Guinea. Den behandlas antingen som monotypisk eller delas in i två underarter med följande utbredning:
- C. d. duivenbodei – förekommer vid kustnära områden kring den norra delen av Nya Guinea (Cenderawasihbukten till Aitape regionen)
- C. d. syringanuchalis – kust och lågland på Nya Guinea (Aitape till Astrolabebukten)

## Status
Trots det begränsade utbredningsområdet och att den tros minska i antal anses beståndet vara livskraftigt av internationella naturvårdsunionen IUCN. 

## Namn
Fågelns vetenskapliga artnamn hedrar Constantijn Willem Rudolf van Renesse van Duivenbode (född 1858), holländsk affärsman i Ternate, Moluckerna tillika direktör vid Nederländska Ostindiska Kompaniet

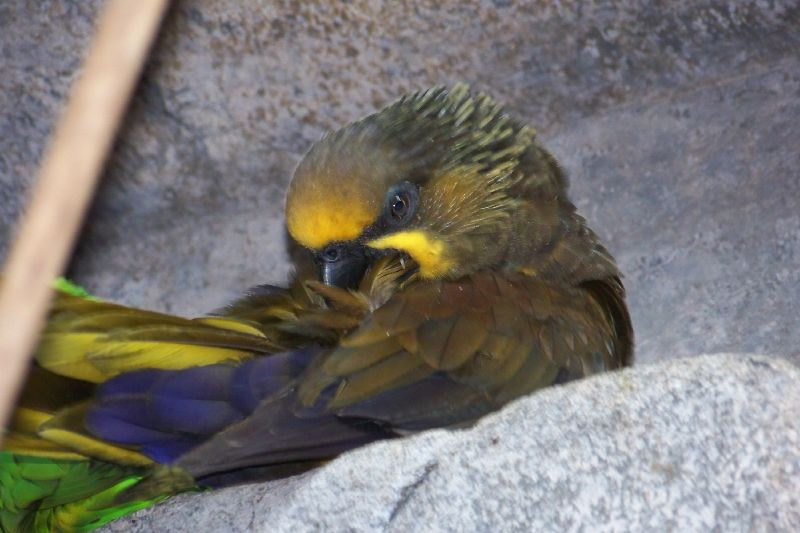
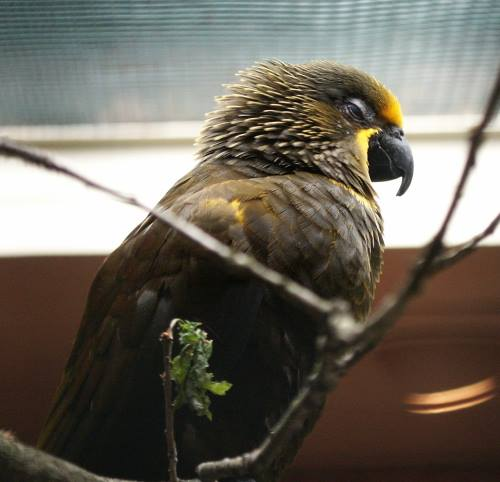